# 루안다의 마천루 목록
이 글은 루안다의 마천루 목록이다.

## 가장 높은 건물
| 이름                                | 높이            | 층수 | 완공일 |
| ----------------------------------- | --------------- | ---- | ------ |
| 이모 비즈니스 타워                  | 145m (476 피트) | 35   | 2018년 |
| 에디피시오 킬람바                   | 107m (351 피트) | 27   | 2017년 |
| 에디피시오 에스콤                   | 102m (335 피트) | 25   | 2008년 |
| CFI 타워                            | 100m (330 피트) | 29   | 2003년 |
| CFI 타워 2                          | 109m (358 피트) | 30   | 2015년 |
| 루안다 타워 2                       | 102m (335 피트) | 28   | 2014년 |
| 토레 암 비엔 테                     | 102m (335 피트) | 28   | 2011년 |
| 토레 키 안다 4                      | 98m (322 피트)  | 27   | 2018년 |
| 토레 키 안다 3                      | 98m (322 피트)  | 27   | 2018년 |
| 오션 타워-타워 A                    | 98m (322 피트)  | 27   | 2013년 |
| 스카이 타워 주거용 A                | 98m (322 피트)  | 27   | 2013년 |
| 스카이 타워 레지 덴셜 B             | 98m (322 피트)  | 27   | 2012년 |
| 토레 키나시시 1                     | 98m (322 피트)  | 27   | 2018년 |
| 토레 키나시시 2                     | 98m (322 피트)  | 27   | 2018년 |
| 토레 빅토리아                       | 98m (322 피트)  | 27   | 2018년 |
| 루안다 타워 1+                      | 95m (312 피트)  | 26   | 2014년 |
| 오션 타워 B                         | 95m (312 피트)  | 26   | 2013년 |
| 토레 도 콘크레소                    | 95m (312 피트)  | 26   | 2013년 |
| 호텔 프레지 덴테                    | 95m (312 피트)  | 26   | 2013년 |
| 토레스 AAA                          | 95m (312 피트)  | 26   | 2017년 |
| 토레 키 안다 2                      | 91m (299 피트)  | 25   | 2018년 |
| 토레 키 안다 1                      | 91m (299 피트)  | 25   | 2018년 |
| 인터 컨티넨탈 호텔 & 카지노         | 104m (341 피트) | 25   | 2011년 |
| 에디피시오 GES                      | 100m (330 피트) | 25   | 2007년 |
| 에디피시오 소낭굴                   | 96m (315 피트)  | 23   | 2007년 |
| 엠포리오 루안다 플라자 호텔         | 90m (300 피트)  | 23   | 2010년 |
| 르 메르디앙 프레지 덴테 루안다 호텔 | 85m (279 피트)  | 26   | 1971년 |
| 토레스 아틀란 티코 오피스 타워      | 80m (260 피트)  | 19   | 2007년 |
| 에디피시오 BPC                      | 72m (236 피트)  | 18   | -      |
| 에디피시오 짐보 타워                | 70m (230 피트)  | 21   | 2010년 |
| 에디피치오 데 빌스                  | 60m (200 피트)  | 13   | -      |
| 토레스 아틀란 티코 콘도미니엄 타워  | 50m (160 피트)  | 16   | 2007년 |
| 호텔 트로피코                       | 50m (160 피트)  | 13   | -      |

## 같이 보기
- 아프리카의 마천루 목록
- 남아프리카 공화국의 마천루 목록
- 짐바브웨의 마천루 목록
- 캐나다의 마천루 목록